# Madegirah
Madegirah (bizarre rares & early works) (2009) è un album di Dvar.
Si tratta, come si evince dal sottotitolo, di una raccolta di brani rari ed inediti, le molteplici tracce, dalla brevissima durata, sono addirittura 51.

Sono divise in cinque sezioni, le prime tre, dalla prima alla ventesima traccia, sono fornite della seguente nota: "inspired by DVAR" "1992-1993", le ultime due sezioni, dalla ventunesima alla cinquantunesima traccia della nota "inspired by DVAR" "1997-2005".

## Il disco
Quasi tutte le tracce sono inedite, eccetto le tracce 23 e 48 provenienti dalla cassetta demo del 1995 Dvar e le tracce 1, 2 e 15, dalla cassetta demo del 1997 Raii.

Le tracce 3 e 43 erano già presenti nella raccolta del 2008 Highlights of Lightwave I.

La traccia 32 Zvuuv è una stralunata cover del brano The fly del gruppo russo Caprice, dall'album del 2002 Songs of innocence and experience.
Il brano Teremiah k'ruun è stato utilizzato nel 2007 dalla Alfa-Bank, uno dei maggiori istituti bancari russi, per un video promozionale per le festività natalizie.

## Tracce
1. Hwhy – 1:13
2. Laali – 1:30
3. Hiri naai – 2:33
4. Taranah – 1:12
5. Iill – 0:24
6. Ya kah ta kah – 0:52
7. Arraheem – 0:49
8. Khela baash – 1:07
9. Madegirah – 1:26
10. Teremiah k'ruun – 0:43
11. Iakhuut! – 1:45
12. Kaah – 0:47
13. Arvakh – 0:31
14. Iikh – 1:02
15. Ud rah – 1:13
16. Kiam kaah – 0:40
17. Iinah – 0:40
18. Ya nar – 0:31
19. Airim – 1:35
20. Kerrah kiyar – 0:30
21. Torh – 1:13
22. Vazaarh – 0:33
23. D'ogoodah – 2:09
24. Tiellah – 1:42
25. Zegha ze'ghaas – 2:20
26. Taah raim – 1:00
27. Oryah 2 – 1:23
28. Buuzz yah – 1:45
29. Yaah lah – 1:03
30. Orzufim – 2:05
31. Mearae – 2:42
32. Zvuuv – 2:21
33. Riki riki – 0:51
34. Khatari yanatay – 0:29
35. Kiam – 1:16
36. Zeeah – 1:11
37. Nokhi – 1:40
38. Mignaranhaim – 3:27
39. Galgalt – 0:40
40. Iim tataa – 6:13
41. Kutkh – 0:42
42. Mi oryah – 1:34
43. Rakhilim (live[3]) – 3:48
44. Haar – 2:43
45. Raamelekh – 2:10
46. Nemiya – 1:19
47. Terii Dvar terii – 0:57
48. D'zendyr yakh – 2:54
49. Huu-doh – 1:15
50. Ir-riki-riki – 1:02
51. (senza titolo) – 2:04